# Vieux-Ruffec
Vieux-Ruffec é uma comuna francesa na região administrativa da Nova Aquitânia, no departamento de Charente. Estende-se por uma área de 12,75 km². Em 2010 a comuna tinha 109 habitantes (densidade: 8,5 hab./km²).